# Banca Centrale di Riserva del Perù
La Banca Centrale di Riserva del Perù (in spagnolo Banco Central de Reserva del Perú) è la banca centrale peruviana. Conia ed emette moneta metallica e cartacea, il sol. È l'equivalente della Federal Reserve degli Stati Uniti o della Banca centrale europea in Europa.

## Funzioni
La Costituzione assegna alla Banca le seguenti funzioni: 
- regolare la valuta e il credito del sistema finanziario
- amministrare le riserve internazionali a sua cura
- emettere banconote e monete
- riferire regolarmente al paese le informazioni riguardanti la situazione finanziaria nazionale.

La Costituzione afferma che lo scopo della Banca Centrale è quello di preservare la stabilità monetaria, e per questo motivo la Banca Centrale di Riserva del Perù si pone come obiettivo annuale di mantenere l'inflazione inferiore o prossima alla quota del 2,0%, con una tolleranza di un punto percentuale verso l'alto e verso il basso; le sue politiche mirano a raggiungere tale obiettivo.

## Presidenti[1]
- Eulogio Romero Salcedo, 1922-1925

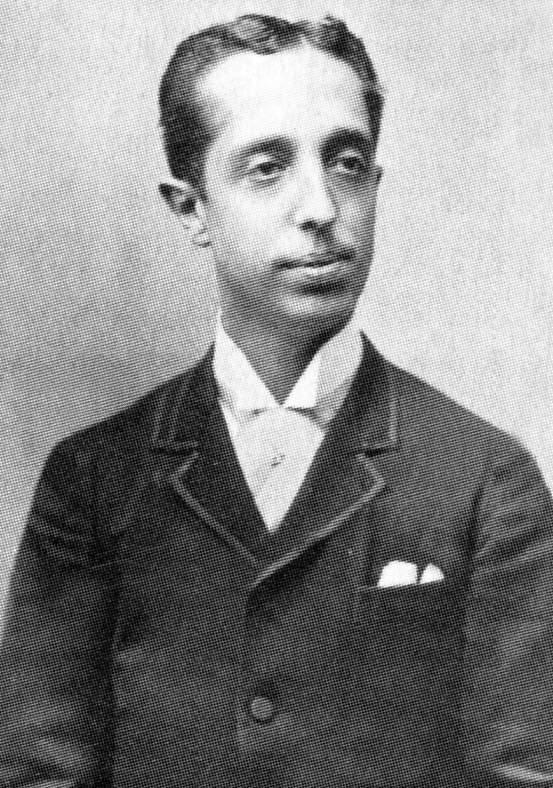
Fotografia raffigurante Eulogio Romero Salcedo, il primo presidente della Banca Centrale di Riserva del Perù

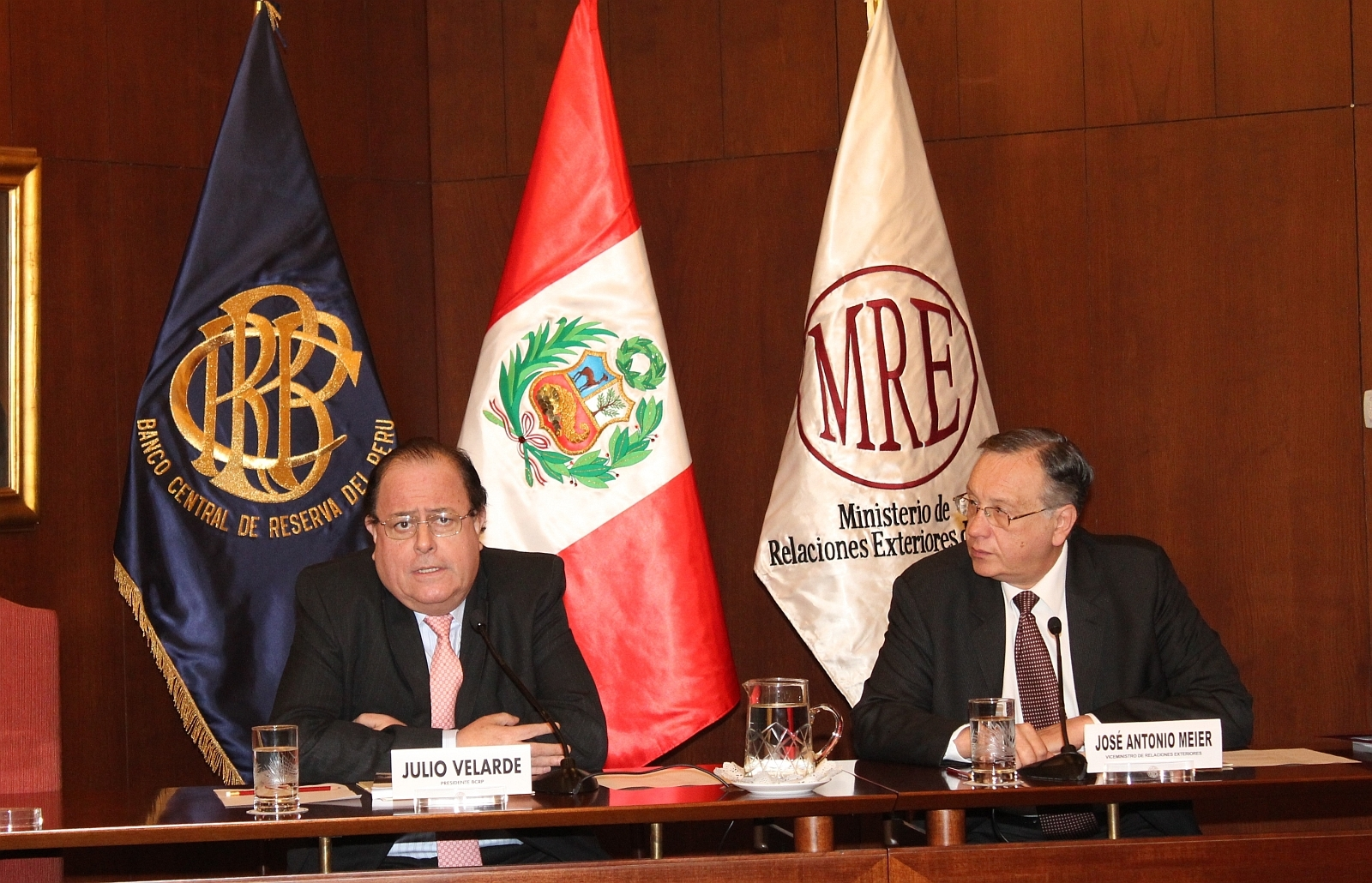
Julio Velarde Flores, l'attuale presidente

- Agustín de la Torre González, 1926-1927
- Eulogio Romero Salcedo, 1928-1929
- Enrique Ferreyros, 1930-1931
- Manuel Augusto Olaechea, 1931-1934
- Manuel Prado Ugarteche, 1934-1939
- Fernando Gazzani, 1939-1945
- Francisco Tudela y Varela, 1945-1948
- Pedro Beltrán Espantoso, 1948-1950
- Clemente de Althaus Dartnell, 1950-1952
- Daniel Olaechea, 1952
- Andrés F. Dasso, 1952-1958
- Enrique Bellido, 1959-1964
- Alfredo C. Ferreyros, 1964-1966
- Fernando Schwalb, 1966-1968
- José Morales Urresti, 1968
- Carlos Vidal, 1968
- Alfredo Rodríguez Martínez, 1968-1969
- Emilio G. Barreto, 1969-1975
- Carlos Santisteban de Noriega, 1975-1977
- Germán de la Melena Guzmán, 1977-1978
- Manuel Moreyra Loredo, 1978-1980
- Richard Webb Duarte, 1980-1985
- Leonel Figueroa Ramírez, 1985-1987
- Pedro Coronado Labó, 1987-1990
- Jorge Chávez Álvarez, 1990-1992
- Germán Suárez Chávez, 1992-2001
- Richard Webb Duarte, 2001-2003
- Javier Silva Ruete, 2003-2004
- Óscar Dancourt Masías, 2004-2006
- Julio Velarde Flores, 2006-